# Шатайло Віктор Сергійович
Ві́ктор Сергі́йович Шата́йло — старший солдат Збройних сил України, 95-та окрема аеромобільна бригада.

## Нагороди
За особисту мужність і героїзм, виявлені у захисті державного суверенітету та територіальної цілісності України, вірність військовій присязі під час російсько-української війни нагороджений
- орденом «За мужність» III ступеня (3.1.2015), звання старший солдат.
- орденом «За мужність» II ступеня (3.10.2024), звання молодший сержант.[1]